# Ottavio Lovera di Maria
Il conte Ottavio Lovera di Maria (Torino, 2 luglio 1833 – Torino, 5 febbraio 1900) è stato un poliziotto, funzionario e politico italiano.
Fu senatore del Regno d'Italia nella XV legislatura.
È stato Prefetto della provincia di Livorno tra il 1882 ed il 1885, e Capo della Polizia dal 31 dicembre 1883 al 29 ottobre 1885.